# Stazione di Kotoni (JR Hokkaido)
La stazione di Kotoni (琴似駅?, Kotoni-eki) è una delle stazioni centrali della città di Sapporo situata sulla linea principale Hakodate. Presso la stazione si trova anche la stazione della linea Tōzai della metropolitana.

## Struttura
La stazione è dotata di una banchina a isola che serve 2 binari.
| 1 | ■ Linea principale Hakodate |  | Per Teine e Otaru                               |
| 2 | ■ Linea principale Hakodate |  | Per Sapporo, Iwamizawa e Aeroporto Shin-Chitose |